# スマーティージョーンズ
スマーティージョーンズ (Smarty Jones) はアメリカ合衆国の競走馬、種牡馬。

## 競走馬時代
ペンシルベニア州のサムデイファームで生まれ、馬名は共同馬主パトリシア・チャップマンの母であるミリー・"スマーティ・ジョーンズ"・マクネアから名付けられた。
当初はボビー・カマック調教師の厩舎に預ける予定であったがカマックが殺害されてしまったため、2003年にジョン・シャーヴィス調教師が管理することとなった。シャーヴィスは無名の存在であった。
2歳となった2003年7月にスターティングゲートの練習をしていたところ、スマーティージョーンズはゲートに頭部を打ち意識不明となり、頭蓋骨骨折でニュージャージー州の家畜病院で3週間入院、牧場で1ヶ月以上休養したところ無事回復し、競走に使えることとなった。
その後はトレーニングを重ね、11月9日にペンシルベニア州のフィラデルフィア競馬場でデビュー戦に出走することとなった。騎手はカナダ生まれのスチュワート・エリオットで、以後全ての競走で手綱を取ることになった。デビュー戦では7 3/4馬身差で圧勝すると、2戦目も15馬身差で圧勝。年が明けて3歳となった2004年1月に上級ステークス競走であるアケダクト競馬場のカウントフリートステークスに出走するとまたもや5馬身差の圧勝で、ケンタッキーダービーを目指すことになり、以後3戦（3勝）を挟んでケンタッキーダービーに駒を進めた。
アメリカ合衆国最大の競走である5月1日のケンタッキーダービーも単勝1番人気に応え2 3/4馬身差で優勝。騎手、調教師ともに同競走は初出走での勝利であり、25年振りの快挙であった。また1977年のシアトルスルー以来となる無敗での勝利でもあった。賞金85万4800ドルに加え、レベルステークス、アーカンソーダービー、ケンタッキーダービーの3競走を優勝したため、オークローンパーク競馬場から500万ドルのボーナスが支給された。
ケンタッキーダービーはアメリカ三冠競走の緒戦でもあったため、スマーティージョーンズは残るアメリカ三冠競走に出走し三冠を目指すこととなった。5月15日号のスポーツイラストレイテッド誌の表紙を飾った同日に行われた三冠競走第2戦のプリークネスステークスは11 1/2馬身差の圧勝で、三冠に王手をかけた。
プリークネスステークスの圧勝劇でスマーティージョーンズの人気は沸騰し、馬主には4000万 - 5000万ドルという売買のオファーがあったという。1978年のアファームド以来となる三冠を目指したスマーティージョーンズであったが、6月5日に行われた三冠最終戦のベルモントステークスでは120,319人というベルモントパーク競馬場のレコードとなる観客動員数を記録したが、単勝37倍の伏兵バードストーンの2着に敗れた。
その後も調教を受けていたが同年8月2日、距骨の慢性挫傷により引退した。同年はエクリプス賞最優秀3歳牡馬を受賞した。

### 競走成績
| 出走日     | 競馬場             | 競走名                    | 格 | 距離   | 着順 | 騎手         | タイム  | 着差       |
| ---------- | ------------------ | ------------------------- | -- | ------ | ---- | ------------ | ------- | ---------- |
| 2003.11.09 | フィラデルフィア   | メイドン                  |    | D6f    | 1着  | S.エリオット | 1:11.19 | 7 3/4馬身  |
| 2003.11.22 | フィラデルフィア   | ペンシルベニアナーサリーS |    | D7f    | 1着  | S.エリオット | 1:21.88 | 15馬身     |
| 2004.01.03 | アケダクト         | カウントフリートS         |    | D8f70y | 1着  | S.エリオット | 1:41.42 | 5馬身      |
| 2004.02.08 | オークローンパーク | サウスウェストS           |    | D8f    | 1着  | S.エリオット | 1:37.57 | 3/4馬身    |
| 2004.03.02 | オークローンパーク | レベルS                   |    | D8.5f  | 1着  | S.エリオット | 1:42.0  | 3 1/4馬身  |
| 2004.04.01 | オークローンパーク | アーカンソーダービー      | G2 | D9f    | 1着  | S.エリオット | 1:49.41 | 1 1/2馬身  |
| 2004.05.01 | チャーチルダウンズ | ケンタッキーダービー      | G1 | D10f   | 1着  | S.エリオット | 2:04.06 | 2 3/4馬身  |
| 2004.05.15 | ピムリコ           | プリークネスS             | G1 | D9.5f  | 1着  | S.エリオット | 1:55.59 | 11 1/2馬身 |
| 2004.06.05 | ベルモントパーク   | ベルモントS               | G1 | D12f   | 2着  | S.エリオット |         | 1馬身      |

- 競走名のSはステークスを示す。

## 種牡馬時代
競走馬引退後の2005年よりケンタッキー州のスリーチムニーズファームで種牡馬となっている。初年度の種付け料は10万ドル。2005年にはダンスパートナーが種付けしており、その産駒も誕生している。逆輸入馬のため外国産馬扱いとなっているものの社台ファーム名義で生産となっている。2011年からは生まれ故郷のペンシルベニア州に移動し、この年はゴーストリッジファーム、翌年からノースビュースタリオンステーションで繋養される。
初年度にダンスパートナーの配合相手に選ばれた事例にあるように、国内外から多大な期待を集めていたが、当初の期待を大きく下回る産駒成績となっている。種付け料も1万ドルを割り込むほどに下落した。
日本で調教された主な産駒には、いわゆる持込馬として日本で生まれ、プロキオンステークス、カペラステークスを勝ったケイアイガーベラがいる。

### 主な産駒
※アルファベット順、斜体は国内G1
- Better Life / ベターライフ - シンガポールダービー、シンガポールゴールドカップ、クランジマイル
- Centralinteligence / セントラルインテリジェンス - トリプルベンドハンデキャップ

## 血統表
| スマーティジョーンズの血統ミスタープロスペクター系 / Bold Ruler5×5×5=9.38%、 | スマーティジョーンズの血統ミスタープロスペクター系 / Bold Ruler5×5×5=9.38%、 | スマーティジョーンズの血統ミスタープロスペクター系 / Bold Ruler5×5×5=9.38%、 | （血統表の出典）          | （血統表の出典） |
| 父 Elusive Quality 1993 鹿毛                                                 | 父の父Gone West 1984 鹿毛                                                    | Mr. Prospector                                                               | Raise a Native            | Raise a Native   |
| 父 Elusive Quality 1993 鹿毛                                                 | 父の父Gone West 1984 鹿毛                                                    | Mr. Prospector                                                               | Gold Digger               |                  |
| 父 Elusive Quality 1993 鹿毛                                                 | 父の父Gone West 1984 鹿毛                                                    | Secrettame                                                                   | Secretariat               | Secretariat      |
| 父 Elusive Quality 1993 鹿毛                                                 | 父の父Gone West 1984 鹿毛                                                    | Secrettame                                                                   | Tamerett                  |                  |
| 父 Elusive Quality 1993 鹿毛                                                 | 父の母Touch of Greatness 1986 鹿毛                                           | Hero's Honor                                                                 | Northern Dancer           | Northern Dancer  |
| 父 Elusive Quality 1993 鹿毛                                                 | 父の母Touch of Greatness 1986 鹿毛                                           | Hero's Honor                                                                 | Glowing Tribute           |                  |
| 父 Elusive Quality 1993 鹿毛                                                 | 父の母Touch of Greatness 1986 鹿毛                                           | Ivory Wand                                                                   | Sir Ivor                  | Sir Ivor         |
| 父 Elusive Quality 1993 鹿毛                                                 | 父の母Touch of Greatness 1986 鹿毛                                           | Ivory Wand                                                                   | Natashka                  |                  |
| 母 I'll Get Along 1992 鹿毛                                                  | 母の父Smile 1982 黒鹿毛                                                      | In Reality                                                                   | Intentionally             | Intentionally    |
| 母 I'll Get Along 1992 鹿毛                                                  | 母の父Smile 1982 黒鹿毛                                                      | In Reality                                                                   | My Dear Girl              |                  |
| 母 I'll Get Along 1992 鹿毛                                                  | 母の父Smile 1982 黒鹿毛                                                      | Sunny Smile                                                                  | Boldnesian                | Boldnesian       |
| 母 I'll Get Along 1992 鹿毛                                                  | 母の父Smile 1982 黒鹿毛                                                      | Sunny Smile                                                                  | Sunny Sal                 |                  |
| 母 I'll Get Along 1992 鹿毛                                                  | 母の母Dont Worry Bout Me 1983 鹿毛                                           | Foolish Pleasure                                                             | What a Pleasure           | What a Pleasure  |
| 母 I'll Get Along 1992 鹿毛                                                  | 母の母Dont Worry Bout Me 1983 鹿毛                                           | Foolish Pleasure                                                             | Fool-Me-Not               |                  |
| 母 I'll Get Along 1992 鹿毛                                                  | 母の母Dont Worry Bout Me 1983 鹿毛                                           | Stolen Base                                                                  | Herbager                  | Herbager         |
| 母 I'll Get Along 1992 鹿毛                                                  | 母の母Dont Worry Bout Me 1983 鹿毛                                           | Stolen Base                                                                  | Bases Full F-No.1-x (1-s) |                  |

### 血統背景
父イルーシヴクオリティは種付け料10万ドルを誇る一流種牡馬であったが、競走馬時代に芝1マイルのコースで1分31秒6という世界記録をマークこそしたものの、当時は無名の存在だった。スマーティジョーンズは2世代目の産駒となる。母アイルゲットアロングはステークス競走を含む北米12勝を挙げている。